# Kellan Grady
Kellan Grady (West Roxbury, Massachusetts; 11 de septiembre de 1997) es un baloncestista estadounidense que pertenece a la plantilla del MHP Riesen Ludwigsburg de la Basketball Bundesliga alemana. Con 1,96 metros de estatura, juega en la posición de escolta.

## Trayectoria deportiva

### Universidad
Jugó cuatro temporadas con los Wildcats del Davidson College, en las que promedió 17,4 puntos, 4,1 rebotes y 2,2 asistencias por partido. En su primera temporada fue elegido rookie del año de la Atlantic 10 Conference, tras promediar 18.0 puntos y 3,3 rebotes por encuentro.
Al término de su cuarta temporada, anunció que ingresaría al portal de transferencias como estudiante de posgrado. El 29 de marzo de 2021 se comprometió con los Wildcats de la Universidad de Kentucky. Allí jugó una quinta temporada, en la que acabó promediando 11,4 puntos y 2,1 rebotes por encuentro.

#### Estadísticas
| Año     | Equipo   | PJ  | PT  | MPP  | %TC  | %3P  | %TL  | RPP | APP | ROB | TPP | PPP  |
| ------- | -------- | --- | --- | ---- | ---- | ---- | ---- | --- | --- | --- | --- | ---- |
| 2017–18 | Davidson | 33  | 32  | 35.2 | .501 | .372 | .804 | 3.3 | 1.9 | .8  | .1  | 18.0 |
| 2018–19 | Davidson | 30  | 30  | 37.6 | .451 | .341 | .735 | 4.5 | 1.9 | 1.0 | .2  | 17.3 |
| 2019–20 | Davidson | 30  | 29  | 35.8 | .463 | .370 | .797 | 4.2 | 2.5 | 1.2 | .2  | 17.2 |
| 2020–21 | Davidson | 22  | 22  | 34.4 | .471 | .382 | .676 | 4.6 | 2.4 | .8  | .2  | 17.1 |
| 2021–22 | Kentucky | 34  | 34  | 32.9 | .446 | .415 | .744 | 2.1 | 1.3 | .8  | .1  | 11.4 |
| Total   | Total    | 149 | 147 | 35.2 | .467 | .378 | .760 | 3.6 | 2.0 | .9  | .1  | 16.0 |

### Profesional
Tras no ser elegido en el Draft de la NBA de 2022, disputó ps ligas de verano de la NBA con los Denver Nuggets. El 4 de noviembre de 2022 fue incluido en la plantilla de los Grand Rapids Gold de la G League. Allí jugó una temporada, en la que promedió 12,1 puntos y 2,9 rebotes por partido.
El 2 de junio de 2023 firmó contrato con el Chorale Roanne Basket de la LNB Pro A francesa.
El 5 de julio de 2024 fichó por el MHP Riesen Ludwigsburg de la Basketball Bundesliga alemana.